# Олег Мењшиков
Олег Мењшиков (рус. Оле́г Евге́ньевич Ме́ньшиков; 8. новембар 1960) је познати руски филмски и позоришни глумац, певач и комичар. Филмску каријеру је започео раних 1980-их играјући у веома популарној комедији Покровска капија и филму Род.
Глумио је у филму Никите Михалкова Варљиво сунце, који је освојио Велику награду на Канском филмском фестивалу и Оскара за најбољи страни филм, и филмској драми Исток-Запад, заједно са Катрин Денев.
Такође је играо у Михалковом филму Сибирски берберин са америчком глумицом Џулијом Ормонд. Недавно је глумио Ераста Фандорина у позоришној представи Државни саветник и Остапа Бендера у мини-серији Златно теле рађеној по истоименом сатиричном роману.

## Одабрана филмографија
| Улоге Олега Мењшикова |                            |               |                 |          |
| Година                | Српски назив               | Изворни назив | Улога           | Напомена |
| 1981.                 | Род                        |               |                 |          |
| 1982.                 | Летови у снове и стварност |               |                 |          |
| 1982.                 | Покровска капија           |               |                 |          |
| 1986.                 | Мој омиљени кловн          |               |                 |          |
| 1994.                 | Варљиво сунце              |               |                 |          |
| 1996.                 | Кавкаски затвореник        |               |                 |          |
| 1998.                 | Сибирски берберин          |               | Андреј Толстој  |          |
| 1999.                 | Исток-запад                |               | Алексеј Головин |          |
| 2003.                 | Првоосумњичени 6           |               | Милaн Лукић     |          |
| 2005.                 | Државни саветник           |               |                 |          |
| 2005.                 | Доктор Живаго              |               |                 |          |
| 2017.                 | Гогољ: Почетак             |               | Јаков Петрович  |          |
| 2018.                 | Гогољ: Страшна освета      |               | Јаков Петрович  |          |